# 자유 소프트웨어 재단의 윈도우 반대 캠페인
자유 소프트웨어 재단의 윈도우 반대 캠페인(Free Software Foundation anti-Windows campaigns)은 마이크로소프트 윈도우 운영 체제 계열을 대상으로 하는 이벤트이다. 그들은 디지털 권리 관리 기술에 대한 설계상 결함(Defective by Design) 캠페인과 유사하지만 대신 DRM 자체가 아닌 마이크로소프트 운영 체제를 대상으로 한다.

## 같이 보기
- 설계상 결함